# Proclo de Constantinopla
San Proclo (fallecido el 24 de julio de 446) fue Patriarca de Constantinopla, de 434 a 446. Fue secretario de San Juan Crisóstomo. Se conservan de él 25 sermones. Durante su episcopado se empezó a usar el canto del Trisagio. Su fiesta se celebra el 24 de octubre.
Proclo de Constantinopla trabajó enérgicamente en la extinción de los últimos restos del cisma oriental. Una de sus "Homilías" constituye un elogio acabado de la Virgen María y de su maternidad divina. Fue considerado un modelo de prelado. Era bondadoso con todos, pues estaba convencido de que la bondad sirve mejor que la severidad a la causa de la verdad.